# Kommende Jemgum
Die Kommende Jemgum war eine Niederlassung des Johanniterordens. Sie lag im Westen des heutigen Dorfes Jemgum in Ostfriesland. Mit ihrem umfangreichen Landbesitz nahm die Kommende eine herausragende Stellung unter den ostfriesischen Häusern des Ordens ein.

## Geschichte
Johanniter aus der Kommende Steinfurt gründeten die Niederlassung in Jemgum wohl um die Mitte des 13. Jahrhunderts als Doppelkloster. Möglicherweise steht die Ansiedelung in Zusammenhang mit dem fünften Kreuzzug, bei dem die Friesen die Arbeit des Ordens schätzen gelernt und die Johanniter dafür noch vor 1240 mit Schenkungen bedacht hatten. Die Kommende war damit eine der ältesten des Johanniterordens in Ostfriesland. 1284/85 wird sie erstmals urkundlich genannt. Zu dieser Zeit erwarb der Komtur von Steinfurt für die Kommende die Rechte an der Kirche von Holtgaste und ließ dort ein Vorwerk errichten. Ursprünglich war der Landbesitz wohl nur sehr klein. Dieser wurde aber nach und nach beträchtlich erweitert. Die Lage an der Ems begünstigte das wirtschaftliche Wachstum zusätzlich. Vermutlich war die Viehwirtschaft Haupteinnahmequelle der Kommende.
Jemgum entwickelte allmählich eine herausragende Position unter den ostfriesischen Kommenden. Der jemgumer Komtur war der einzige ostfriesische Ordensvertreter, der 1338 bei der Schlichtung eines Streites zwischen Groningen und Friesland mitwirkte. Zweimal stellte Jemgum auch den Friesischen Kommissar. 1401 wurde auch die jemgumer Pfarrkirche mit all ihren Ländereien inkorporiert. Im Jahre 1482 war Jemgum Gastgeber für das friesische Provinzkapitel, der Versammlung aller friesischen Komture.
Nonnen werden in Jemgum erstmals 1456 genannt. 1496 (um 1500) soll das Kloster auf das drei Kilometer entfernte Vorwerk Jemgumkloster verlegt worden sein. Nach Einführung der Reformation stand die Kirche der Johanniter in Jemgum leer. 1528 eignete sich der ostfriesische Graf Enno II. Jemgum wie auch die anderen Niederlassungen des Johanniterordens in Ostfriesland an. Während der ersten Schlacht von Jemgum brandschatzten Soldaten des Herzogs von Geldern die Kommende und vertrieben die letzten verbliebenen Ordensleute, die daraufhin in die Kommende Muhde flüchteten. Dort sind ehemalige Insassen aus Jemgum bis 1540 nachweisbar. Muhde übernahm auch das erhaltene Vorwerk in Holtgaste, verkaufte dieses aber 1561.

## Bauwerke

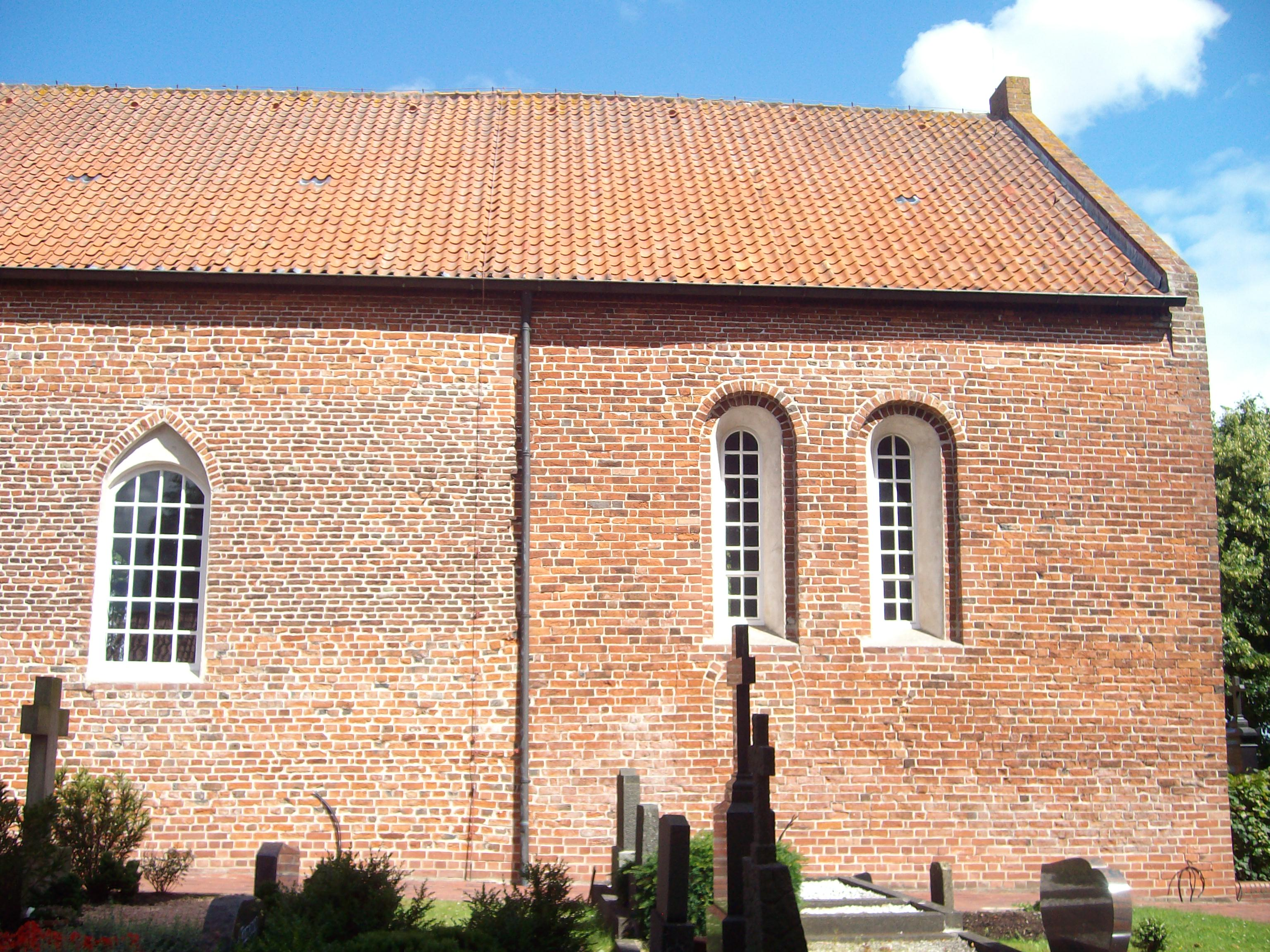
Die ältesten Teile der Holtgaster Kirche datieren aus dem 13. Jh., als sie an die Kommende verkauft wurde.

Die Klosterkirche ist vermutlich schon im 13. Jahrhundert entstanden. Eine weitere Kapelle unterhielt das Kloster im Ort. Diese wurde 1402 an die Kirchengemeinde Jemgum mit der Auflage abgetreten, dass das Kloster künftig nichts mehr zum Unterhalt dieser Kirche beitragen solle.
Es liegen Hinweise darauf vor, dass es in unmittelbarer Nähe der Klosteranlagen ein Schwesternhaus für die Nonnen gegeben hat, das räumlich deutlich vom Priesterhaus der Kommende getrennt war. Ein Vorwerk ist für Holtgaste belegt.
Die Ordenskirche neben dem Schwesternhaus entstand vermutlich schon im 13. Jahrhundert.
Die ehemalige Kapelle, die 1402 an die Kirchengemeinde Jemgum übergeben wurde, ist heute Teil der Reformierten Kirche. Sie wurde nach einem Brand 1930 neu aufgebaut und brannte am 12. Mai 2004 erneut aus. Im selben Jahr erfolgte die Wiederherstellung des Gebäudes im expressionistischen Stil von 1930.
Die Liudgeri-Kirche in Holtgaste, ein Bau der Benediktiner aus der ersten Hälfte des 13. Jahrhunderts, wurde 1284 vom Bischof von Münster an den Johanniterorden verkauft, der anschließend die kirchenrechtliche Leitung übernahm. Später gehörte die Kirche zur Propstei Hatzum im Bistum Münster.